# توماس جاي كيلي
توماس جاي كيلي (بالإنجليزية: Thomas J. Kelly)‏ هو عالم وراثة وعالم أحياء وأستاذ جامعي أمريكي، ولد في 21 نوفمبر 1941 في برمنغهام في الولايات المتحدة.